# 中三田站
中三田站（日语：／ Naka-Mita eki */?）是位於廣島縣廣島市安佐北區白木町大字三田7145番，西日本旅客鐵道（JR西日本）的藝備線車站。

## 歷史
- 1915年（大正4年）4月28日 - 藝備鐵道（日语：芸備鉄道）東廣島站（第一代，不是現時山陽新幹線車站）至志和地站開業，此站啟用。
  - 當時車站地址為廣島縣高田郡三田村。
- 1937年（昭和12年）7月1日 - 藝備鐵道被國有化，備中神代站至廣島站之間成為藝備線。此站成為藝備線車站。
- 1956年（昭和31年）9月30日 - 隨著白木町（日语：白木町）成立，車站地址變為廣島縣高田郡白木町大字三田。
- 1973年（昭和48年）10月22日 - 白木町編入至廣島市，車站地址變為廣島縣廣島市白木町大字三田。
- 1980年（昭和55年）4月1日 - 廣島市成為政令指定都市，車站地址變為廣島縣廣島市安佐北區白木町大字三田。
- 1983年（昭和58年）3月8日 - 成為無人車站（簡易委託）。
- 1987年（昭和62年）4月1日 - 伴隨國鐵分割民營化，車站由西日本旅客鐵道（JR西日本）營運。
- 2018年（平成30年）7月6日 - 發生豪雨，使此站暫停營業。
- 2019年（平成31年/令和元年）
  - 4月4日 - 三次站至此站之間暫定重開[1]。
  - 10月23日 - 三次站至狩留家站之間正式重開[2][3]。

## 車站構造
車站是一座地面車站，設有1面2線的島式月台，可進行列車交會。車站內的配線不是一線通過結構。車站大樓位置路線東邊，為一座混凝土建築物。車站大樓與月台之間設有站內平交道連接。此站設有自動售票機。
此站是由廣島站管理的無人車站。此站曾經是簡易委託車站。另外，此站位於JR特定都區市內制度中，「廣島市內」的車站，但是此站不可使用ICOCA。

### 月台
| 月台 | 路線   | 上下行 | 方向             |
| ---- | ------ | ------ | ---------------- |
| 1    | 藝備線 | 上行   | 志和口、三次方向 |
| 2    | 藝備線 | 下行   | 廣島方向         |

- 截至2016年3月，月台上設有月台編號牌和方向牌。

## 車站周邊
- 三篠川
- 安芸三田郵局
- 廣島市立三田小學
- 三田保育所

## 使用狀況
根據「廣島市統計書」和「廣島市勢要覧」，以下為使用人次。
| 年度               | 1日平均 乘車人次 | 1年總 乘車人次 | 定期票 人次 | 普通票 人次 |
| ------------------ | ---------------- | -------------- | ----------- | ----------- |
| 1974年（昭和49年） | 449.4            | 328,026        | 268,952     | 59,074      |
| 1975年（昭和50年） | 447.3            | 327,426        | 263,192     | 64,284      |
| 1976年（昭和51年） | 437.7            | 319,525        | 251,466     | 68,059      |
| 1977年（昭和52年） | 472.5            | 344,920        | 278,136     | 66,784      |
| 1978年（昭和53年） | 431.3            | 314,883        | 250,728     | 64,155      |

| 年度                | 1日平均 乘車人次 |
| ------------------- | ---------------- |
| 1979年（昭和54年）  | 419              |
| 1980年（昭和55年）  | 432              |
| 1981年（昭和56年）  | 435              |
| 1982年（昭和57年）  | 424              |
| 1983年（昭和58年）  | 388              |
| 1984年（昭和59年）  | 386              |
| 1985年（昭和60年）  | 378              |
| 1986年（昭和61年）  | 370              |
| 1987年（昭和62年）  | 343              |
| 1988年（昭和63年）  | 341              |
| 1989年（平成 元年） | 323              |
| 1990年（平成02年）  | 307              |
| 1991年（平成03年）  | 297              |
| 1992年（平成04年）  | 282              |
| 1993年（平成05年）  | 276              |
| 1994年（平成06年）  | 280              |
| 1995年（平成07年）  | 277              |
| 1996年（平成08年）  | 278              |
| 1997年（平成09年）  | 278              |
| 1998年（平成10年）  | 290              |
| 1999年（平成11年）  | 282              |
| 2000年（平成12年）  | 261              |
| 2001年（平成13年）  | 278              |
| 2002年（平成14年）  | 264              |
| 2003年（平成15年）  | 234              |
| 2004年（平成16年）  | 226              |
| 2005年（平成17年）  | 215              |
| 2006年（平成18年）  | 199              |
| 2007年（平成19年）  | 188              |
| 2008年（平成20年）  | 179              |
| 2009年（平成21年）  | 188              |
| 2010年（平成22年）  | 187              |
| 2011年（平成23年）  | 180              |
| 2012年（平成24年）  | 169              |
| 2013年（平成25年）  | 176              |
| 2014年（平成26年）  | 160              |
| 2015年（平成27年）  | 154              |
| 2016年（平成28年）  | 155              |
| 2017年（平成29年）  | 140              |
| 2018年（平成30年）  | 84               |

乘車人次圖表

## 相鄰車站
西日本旅客鐵道（JR西日本）
 藝備線
■快速「三次快車」
通過
■普通
上三田－中三田－白木山

## 注腳
1. ↑  . www.westjr.co.jp.   [2019-04-03]. （原始内容存档于2019-04-03） （日语）.
2. ↑  . NHK NEWS WEB (日本放送協会). 2019-10-23  [2019-10-27]. （原始内容存档于2019-10-28） （日语）.
3. ↑   (新闻稿). 西日本旅客鉄道. 2019-09-06  [2019-09-09]. （原始内容存档于2020-09-26） （日语）.

## 外部連結
- 中三田｜車站資訊：JR出門網 - 西日本旅客鐵道（日語）